# ソフト・オン・デマンド
ソフト・オン・デマンド株式会社（英: SOFT ON DEMAND Company, Limited、通称：SOD）は、SOFT ON DEMAND（SOD）グループの流通・販売を担当している日本の大手アダルトコンテンツ流通業者である。コンテンツの制作はSODクリエイト株式会社、編集やポストプロダクションはSODアートワークス株式会社、総務や人事、経理はSODコーポレート株式会社が担当している。本社所在地は東京都中野区。

## 概要
創業者は高橋がなり。元々はアダルトビデオメーカーでもあった。制作部門の別会社化、さらにメーカーとしてSODクリエイトが独立した後、アダルトビデオを中心とする総合販売業（DVDの卸売・動画配信など）に業態変更した。
本社は、東京メトロ丸ノ内線新中野駅近くのSAN新中野ビル。現在SODクリエイトの代表取締役を野本ダイトリ（野本義明）が、ソフト・オン・デマンドの代表取締役を金朱惺が務める。

## 来歴
非ビデ倫系アダルトビデオ（インディーズ）企業の代表格で、業界ではトップクラスの売り上げ高を誇っていた。1995年、高橋がなりにより創業。
アダルトビデオメーカーとして初めて『会社四季報 未上場会社版』（東洋経済新報社）に掲載され、2006年3月期には総売上100億を突破するなど、一時はベンチャー企業の代表格ともされた。
1999年以降、アダルトビデオの制作はSODクリエイトが行っている。映像編集・パッケージデザイン・雑誌編集を主な業務内容としたSODアートワークスという会社もある。SOD自体は、現在商品の営業・物流・新規事業企画、店舗への提案・卸、インターネットや衛星放送を使った配信、各種販売促進活動など、SODグループの流通・営業・販売活動を行い、グループ各社の持株会社にもなっている。
主力事業であるアダルト関連の他、一般映像作品（アニメ・劇場映画なども含む）の企画・プロデュースも行い、後にグループ外企業の作品の配信・販売も手がけるようになった。特に物流には業界内でも最先端の技術を導入し、アダルトグッズ（性具）やコンドーム、PCゲームなどアダルトビデオに限らない総合アダルト物流企業へと変身した。現在はアダルトアニメ、児童向けアニメ（『あじさいの唄』）、TV番組、アイドルイメージビデオ、食品なども販売している。
関係会社として、SODクリエイトとは別に、ディープス、ナチュラルハイを始めとする多くのメーカーがソフト・オン・デマンド流通から独占販売体制にある。そのため現在ソフト・オン・デマンドグループとは、SODクリエイトを含む多数の所属AVメーカーを含んだ総称を指す。また現在では脱退しているが、インディーズ系メーカーの大手ドグマなども、以前はソフト・オン・デマンドグループメーカーの一つであり、メーカー、制作者などソフト・オン・デマンドと何らかのかかわりを持つ関係者は、業界に数多い。
会社発足当初の勢いは凄まじく、業界内の圧倒的トップにわずか数年で上り詰めたが、その後は勢いに陰りを見せる。現在AV業界はこのソフト・オン・デマンドグループとS1、MOODYZなどを擁するアウトビジョン（北都）グループが2大勢力として覇権を争っていると言われているが、売り上げでは北都に2倍以上の差を付けられている。
2002年には、フォーミュラ・ニッポンに参戦するノバエンジニアリングのメインスポンサーとなった。これは、パーソナルスポンサーとして支援していた山本清大が同チームのドライバーに起用されたことに由来する。しかし、年間を通して上位進出はおろか完走すらままならない状況が続き、山本と共に1年限りで撤退することとなった。なお、高橋がなり考案のマシンのカラーリング（蛍光色の黄色ベースのヒョウ柄）や、現役AV女優であった七瀬ななみ・沢口あすか・上村ひな（シーズン中に引退）→天野♥こころ・杏野るり・うさみ恭香をSODレーシングギャルズとしてレースクイーンに起用したことなど、この一連のフォーミュラ・ニッポン参戦に関してはレース関係者のみならず観客・プレスなど各方面から注目を集めたと共に、賛否両論の物議を醸すこととなった。
また、2002年から2006年までは女子総合格闘技にも「SOD女子格闘技道場」として進出し、藪下めぐみらを擁した他、最末期の全日本女子プロレスや同時期の大日本プロレスのリングスポンサーにもなっていた。
2007年 AV OPENにて、SOD社員と外部スタッフによる6000万円で16000本大量購入が発覚。当初、優勝が発表されていた「芸能人 琴乃 初・体・験 完全240分 10解禁スペシャル」は失格となる。
この不祥事により、AV OPENは事実上消滅する。（2014年より再開）
2010年4月10日に行われたSOD主催「世界一長いセックス」という撮影にて、ギネス・ワールド・レコーズ未公認ながら、新垣セナ×川本英雄と共に10時間4分25秒挿入し続けるという記録を打ち立てた。
2016年9月、新体制となり自社・グループ内のスクラップ・アンド・ビルドを目標の1つとして掲げている。その為か、グループ内の各メーカの動向が激しくなっている。
2021年9月14日、三富兜翔率いるプロレス団体「P.P.P.TOKYO」とのコラボレーション興行『SOD BASARA presents P.P.P.TOKYO 酒池肉林祭』を開催。
通販・配信サイトであったSOD primeが2023年12月18日をもって通販および単品動画販売・レンタルストリーミングサービス終了。定額見放題サイトとなる。作品配信サイトとしては2021年にAmazonで視聴コード決済を行うHELLO ERO。2025年にSOD select（ニュージーランドの企業・Gustavisionと共同運営）を運営開始している。

## 作品の特徴
SODが制作していたアダルトビデオの特徴としては、企画女優を使った「全裸シリーズ」（テリー伊藤企画）などのバラエティ色豊かな作品が多いことが挙げられ、「企画のデマンド」と呼ばれる（「全裸フィギュアスケート」の制作では公然わいせつ罪で警視庁から会社及び当時の社長である高橋がなりなどが書類送検されている。→高橋がなりの項参照）。また、1996年の『50人全裸オーディション』はアダルトビデオにおいて初めてヘアの直接描写を解禁した作品としても知られる（それまではモザイク処理されていた）。以降も全裸シリーズはAVジャンルでありながら絡みのない作品であったが、1996年発売の『地上20メートル空中ファック』で初めて映像にセックスのある作品を発売した。
当初、「全裸シリーズ」は、ビデオ安売王を全国展開する日本ビデオ販売によって小売価格1480円で独占販売されていたが、日本ビデオ販売の倒産によりビデオ安売王以外の店舗にも販路を拡大し、2980円の小売価格に設定して売り上げを大きく伸ばし、DVDソフト市場の成長にも乗じてSODは急成長することになる。
撮影用としてマジックミラー号を所有しており、このために整備士や元カーディーラーなどの車関連の人員が所属する車両部がある。このほかにマジックミラー号ちびQなど撮影機材の開発も行っている。
アダルトビデオ制作会社であったが、「STOP STD（性感染症）」運動を推進しており、ジェクス株式会社と提携してコンドームを発売している。また「青少年育成協会」に自社を登録していた。

## 沿革
- 1995年11月 創業。創業者は佐藤太治[12]。初代社長は平田恵介。当初は日本ビデオ販売（ビデオ安売王）の下請け製作会社であった。
- 1996年8月 倫理団体「メディア倫理協会」（現・コンテンツ・ソフト協同組合）設立。
- 1999年3月 直営店舗「オン・デマンド立川店」オープン。
- 1999年6月 製作・流通部門を「ハムレット」として分社化（2001年「SODクリエイト」に社名変更）。
- 1999年8・10月 ソフト・オン・デマンドの出資で「ディープス」を設立・参入。以後新メーカーの参入が相次ぐ（グループメーカー参照）。
- 2000年4月 高橋雅也（がなり）代表取締役就任。
- 2000年5月 レンタル部門に参入。
- 2000年8月 デジタルモザイク「デジモ。」導入。
- 2002年3月 「ソフト・オン・デマンド NOVA」としてフォーミュラ・ニッポンに参戦。参戦はこの年のみ。
- 2003年3月12日 テレビ朝日『タモリ倶楽部』の企画、『企業最前立腺』（タイトルはフジテレビ『企業最前線』のパロディ）で社内が紹介される。
- 2004年1月 SODアートワークス設立。
- 2004年6月 Web発注システム「EDI」（エディちゃん）本格導入。
- 2004年8月 一般アニメ作品『あじさいの唄』発売。
- 2004年12月 自社製作映画第一弾『あゝ!一軒家プロレス』（ソニン主演）公開。
- 2005年3月 全自動モザイク追跡システム「デジエモン」開発。高橋がなり代表取締役辞任。
- 2005年5月 「デジエモン」全面導入。
- 2005年7月 TENGA（有限会社典雅）によるアダルトグッズ部門参入。
- 2005年11月 「デジエモンMAX」（従来の「デジエモン」よりモザイクの範囲を縮小）導入。
- 2006年5～6月 東京スポーツ新聞社との共催でセルAV売上日本一を決める「AV OPEN～あなたが決める!セルアダルトビデオ日本一決定戦～」を開催。参加メーカーはグループメーカーの他、MOODYZ、S1、ワープエンタテインメント、ミリオン（ケイ・エム・プロデュース）、レアル・ワークスなど計16メーカー。
- 2007年5月29日 株主総会にて菅原千恵が取締役社長に就任。
- 2013年 株主総会にて井上一士が取締役社長に就任。
- 2013年1月 女性向けアダルトサイト「GIRL'S CH」オープン。
- 2016年6月 野本義明が代表取締役社長に就任。
- 2017年 Youtubeに「SOFT ON DEMAND公式チャンネル」を設立
- 2018年12月 3階スタッフルームだった箇所をスタジオに改装[13]。
- 2019年12月 自社発のアダルトグッズ部門「SOD BASARA」ブランド公式サイトオープン[14]。
- 2022年4月15日 Amazonでデジタル視聴コンテンツHELLO ERO powered by H2Uを販売開始[15]。
- 同年4月19日 出演者とクリエイターの⽣活を守るため、改めて著作権侵害⾏為に対する啓蒙活動に取り組んでいくことを発表[16]。
- 同年6月17日 SOD records設立を発表。
- 同年9月28日 SODコーポレート株式会社を設立[17]。バックオフィス業務を中心に各種権利関係も取り扱う。
- 2023年3月14日 自社が運営する飲食店SOD LANDが無許可で接待営業したとして風営法違反の疑いで警視庁に摘発され、社長（当時は井口翔）と店長が逮捕された[18]。16日、公式サイトを更新し、当面の間店舗を営業休止にすることを発表[19]。20日には法人としてのソフト・オン・デマンドも書類送検された[20]。2023年8月18日、営業再開[21]。この間、代表取締役がSOD アートワークス代表であった金朱惺に変更された[22]。

## SODグループメーカー
※2021年11月時点、○はパッケージに「SOD GROUP!」表記あり。
- SODクリエイト株式会社（SOD制作部がハムレットを設立し、2001年に現社名に変更）
  - SILK LABO（2009年8月参入、SOD初の女性向けアダルトビデオメーカー）
- ナチュラルハイ（株式会社ナチュ、1999年8月参入）
- DANDY（株式会社ヒロスンエンタテインメント、ナチュラルハイの一部のスタッフが2006年2月に設立、同年8月に参入）[23]
- コスモス映像（DANDYの一部のスタッフが2013年9月に設立）[23]
- ひよこ（株式会社ヒロスンエンタテインメント、2018年8月参入）
- SUN（2021年1月参入）[24]
- ヤリマン★ビッチーズ（2021年9月参入）[25]
- アイエナジー（アイエヌジー株式会社、アタッカーズの一部のスタッフが2000年12月に設立）○
- ヒビノ（2002年9月参入）[26]○
- アキノリ（株式会社エフセット、ヒビノの一部のスタッフが2006年1月に設立）
- SWITCH（2011年12月参入、オムニバス専門メーカー）[27]○
- SOSORU✕GARCON（2015年11月SOSORUとGARCONが統合して設立）○
- サディスティックヴィレッジ（株式会社レコンキスタスピリッツ、ディープスの一部のスタッフが2007年7月に設立）○
- ROCKET（株式会社ロケット、2004年4月参入のV&Rプランニングから同年10月製作部門がV&Rプロダクツを設立し、その主要スタッフが2008年1月に設立）[28]○
- AROUND（株式会社SOUL、2009年6月参入、SOD初の熟女・人妻専門メーカー）[29]○
- Mr.michiru（2014年6月michiruを主体にMISTERと統合して設立）[30]○
- 親父の個撮（2015年5月参入、素人投稿メーカー）[31]

### 過去
撤退・統合・休業のメーカー
- ドグマ（2001年4月SODグループ会社として、SODの出資で設立。2002年2月に円満独立と同時に販売委託契約を停止。2002年4月からアウトビジョン（北都）に販売を委託）
- 忠実堂（2001年12月SODグループ会社のディープスのスタッフだったばば☆ザ☆ばびぃと千葉犬が設立・参入。2004年9月18日でSODとの取引停止。後に倒産）
- はじめ企画（2002年4月SODグループメーカーとして発足、2004年6月にSODから独立と同時に販売委託契約を停止。停止後はアウトビジョン（北都）に販売を委託）
- 志摩プランニング（元々はビデ倫の受審だったが、ビデ倫から脱退し2002年12月に参入。現在は脱退・事業撤退したものと思われる。）
- シュガーボーイ（2002年12月参入、コンテンツは「アニメ・オン・デマンド」レーベルへ移行、現在はビネツに統合されている。）
- ブリット（旧・甲斐正明事務所）（旧・甲斐正明事務所設立と同時に2005年1月参入、2007年1月31日をもってSODからの販売を終了）
- eighteen（2006年11月参入、現在公式サイトにアクセスできない状況から撤退したものと思われる。）
- V&Rプロダクツ（2004年4月「V&Rプランニング」として参入、同10月製作部門が設立、2008年1月ROCKETを設立）
- WOMAN（2006年9月参入、2009年3月以降の新作リリースがない）
- ピュアネスプラネット（2008年9月参入、2009年9月以降の新作リリースがない）
- 37℃ーBINETSU（2009年7月参入、SODの新アニメメーカー、2010年9月以降の新作リリースがない）
- NEW SEXUAL (ニューセクシャル)（2010年5月参入、SODのゲイビデオレーベル、2011年2月以降の新作リリースがない)
- 人間考察（2008年9月参入、2011年9月以降の新作リリースがない）
- シーアンドエイチ（2004年10月参入、SOD初のアイドルイメージビデオ専門メーカー、2012年12月以降の新作リリースがない）
- LADY×LADY（2007年1月参入、2014年5月以降の新作リリースがない）
- シュガーワークス（2007年8月参入、2014年6月以降の新作リリースがない、MISTER内レーベルとして統合）
- michiru（2005年にイフリートとして参入し、2012年にmichiruにメーカー名を変更、2014年6月にMISTERと統合）
- MISTER（2013年11月参入、2014年6月にmichiruと統合）
- バグース（2014年6月以降撤退）
- new girl（2011年12月参入、2014年9月以降の新作リリースがない）
- S-CUBIC（2014年10月参入、2015年5月以降の新作リリースがない）
- 稀有～KEU～（2009年9月参入、2015年7月以降の新作リリースがない）
- 火星魂（2014年7月参入、2015年10月以降の新作リリースがない、ディープス内レーベルとして統合）
- GARCON（有限会社ネイチャーエンターテインメント、2007年6月参入、2015年11月にSOSORUと統合）
- SOSORU（2013年3月参入、2015年11月にGARCONと統合）
- 東京ティンティン+（2013年1月参入、2015年12月以降の新作リリースがない）
- Hunter（2007年4月参入、2016年3月をもってSODグループを離脱。新たにHHHグループを結成し、アウトビジョン（北都）に販売を委託）
- ATOM（2010年11月参入、同上）
- APACHE（2012年10月参入、同上）
- アマチュアインディーズ（2014年8月参入、2016年4月以降の新作リリースがない）
- ディープス（株式会社東凛、1999年10月参入、2016年8月をもってSODグループを離脱。アウトビジョンに販売を委託）
- F&A（2011年6月参入）
- 新中野新劇場（2016年10月参入、マニア・フェチ系メーカー）

SODで委託販売されていたメーカー
- ワンズファクトリー
- ベイビーエンターテイメント
- トルバドール
- ぶんか社
  - 海王社
- エルフ
- ミンク
- 凌友会
- スリッカーズ
- クリスタル映像
- MAXING
- プレステージ
- Waap
- タカラ映像
- ドリームチケット
- GLAY'z
- ケイ・エム・プロデュース
  - Nadeshiko
  - レアル・ワークス
  - メディアステーション
  - タイガーマイスターズ
  - 不朽の名作文庫
- KUKI
- NON
- スターゲート
- グローリークエスト
- アテナ映像

SODが販売元となっていたグループ外メーカー
- ワンズファクトリー（レンタル向け商品、2006年8月リリース分まで）
- アロマ企画（「アロマモードプロジェクト」レーベル）
- GLAY'z（泰成）（「Lee」レーベル )
- フォーエバー（レンタル向け商品）

## 雑誌

### ソフト・オン・デマンドDVD（「月刊ソフト・オン・デマンド」）
「出るまで待てない!!」として2003年に創刊。当時はセルビデオ店のみで販売する発売前のAV作品を紹介する冊子だった。書店売りのため「月刊ソフト・オン・デマンド」に改題。同時にコンビニエンスストア販売用にDVDを付属した「ソフト・オン・デマンドDVD」を創刊（創刊号は2011年6月号）。コンビニ用のみが生き残り現在に至る。元オレンジ通信（マイペンライプロダクト）・福田健吾が編集長を務める。「ソフト・オン・デマンドDVD」2019年3月号および「月刊FANZA」2019年3月号では、月刊FANZA編集長・大木テングーとの二誌連動対談が行われた。2019年8月号を持ち休刊。
2019年9月より新たに「月刊ソフト・オン・デマンド」を創刊（創刊号は10月号）。
詳細は「月刊ソフト・オン・デマンドDVD」を参照。

## ニュースサイト

### 日刊SODオンライン
アダルトメディアの縮小を受け、2017年4月に情報サイトを開設。2019年9月11日に大幅リニューアルし「日刊SODオンライン」としてオープン。上記『ソフト・オン・デマンドDVD』の過去の連載、インタビュー記事、独自のイベントレポートなどを配信する。

## マネジメント事務所
2018年12月6日、HANAYA PROJECT (ハナヤ プロジェクト) 株式会社を設立。会社住所はSAN新中野ビル内に置く。通称：SOD HANAYA。SOD内に仮設してあった女優部を関係の健全性から独立させたもので、AV女優はもとよりタレント、後述の飲食店キャスト、AV男優のマネジメントを支援する。AV女優の場合、他の事務所と業務提携する場合もある。詳細は当該項目参照。

## アダルト以外の商業展開
- カタモミ女子（2010年 - 2015年）渋谷、秋葉原に展開した肩のリフレクソロジー店舗
- 女子社員酒場（2018年 - ）秋葉原に2018年5月3日オープン[38]した立ち飲み店舗。平日はSOD女子社員シリーズをイメージした立ち飲み店。土日祝日はAV女優のイベントを開催している。旧称は「立ち飲み！SOD女子社員」で8月1日から現在の店名となる。2019年5月には新中野本社に「SyainBar SOD女子社員」をオープン[39]。秋葉原店は入居していたテナントビルの老朽化に伴う修繕及び改修工事のため2025年1月31日をもって閉店[40][41]。
- SOD LAND（2020年10月10日 - ）新宿・歌舞伎町にオープン[42]。地下フロアから4階まで5フロアすべてが異なるコンセプトの飲食店ビル[43][44]。
  - コロナ禍を経て2022年10月にリニューアルオープン[45]。全フロアを改装。フロアを職業で分けるより遊び方で分けるほうが明瞭との考えに基づく[46]。
  - 2023年3月14日、警視庁により風営法違反（無許可営業）として摘発され、一部関係者が逮捕され[47]、一時閉店。
  - 2023年8月18日、「風俗営業1号許可」を得て再オープン[21]。新たにホール・接客を業務とする子会社・SAKAYA PROJECTが立ち上げられた[21]。4階マジックミラーフロアは警察から覗き部屋であると指摘されたことから全面改装された。
    - 4階 - SILENT BAR[43]
    - 3階 - SOD Syain Bar KABUKICHO[43]
    - 2階 - 風俗研究所『カクブツサロン』[43] → 半立ち飲み SOD女子社員酒場[45]
    - 1階 - 総合受付[43]
    - B1階 - SOD女子社員酒場 ウブ新入社員店[43] → 立ち飲み SOD女子社員酒場[45]

  - ＜リニューアル後のフロア（2023年12月現在）[48]＞
    - 4階 - 超近距離 SILENT BAR
    - 3階 - SOD Syain Bar
    - 2階 - SOD女子社員酒場
    - 1階 - 総合受付
    - B1階 - 女湯タオル1枚湯上り酒場
- SOD records - 2022年6月17日設立発表。レコード制作・楽曲管理等を行う音楽レーベル[49]。
- 屋外広告を展開　紗倉まなバージョン[50]、マジックミラー号25周年バージョン[51]、ちゃんよたバージョン[52]がある。
- 2023年より未来事業部としてAIやメタバースなどのテクノロジー開発をスタートし、星乃莉子をAIにしたNFTを発売[53]。
- 女性のAV監督も活躍しており、テレビ東京のじっくり聞いタロウにも出演を果たした[54]。

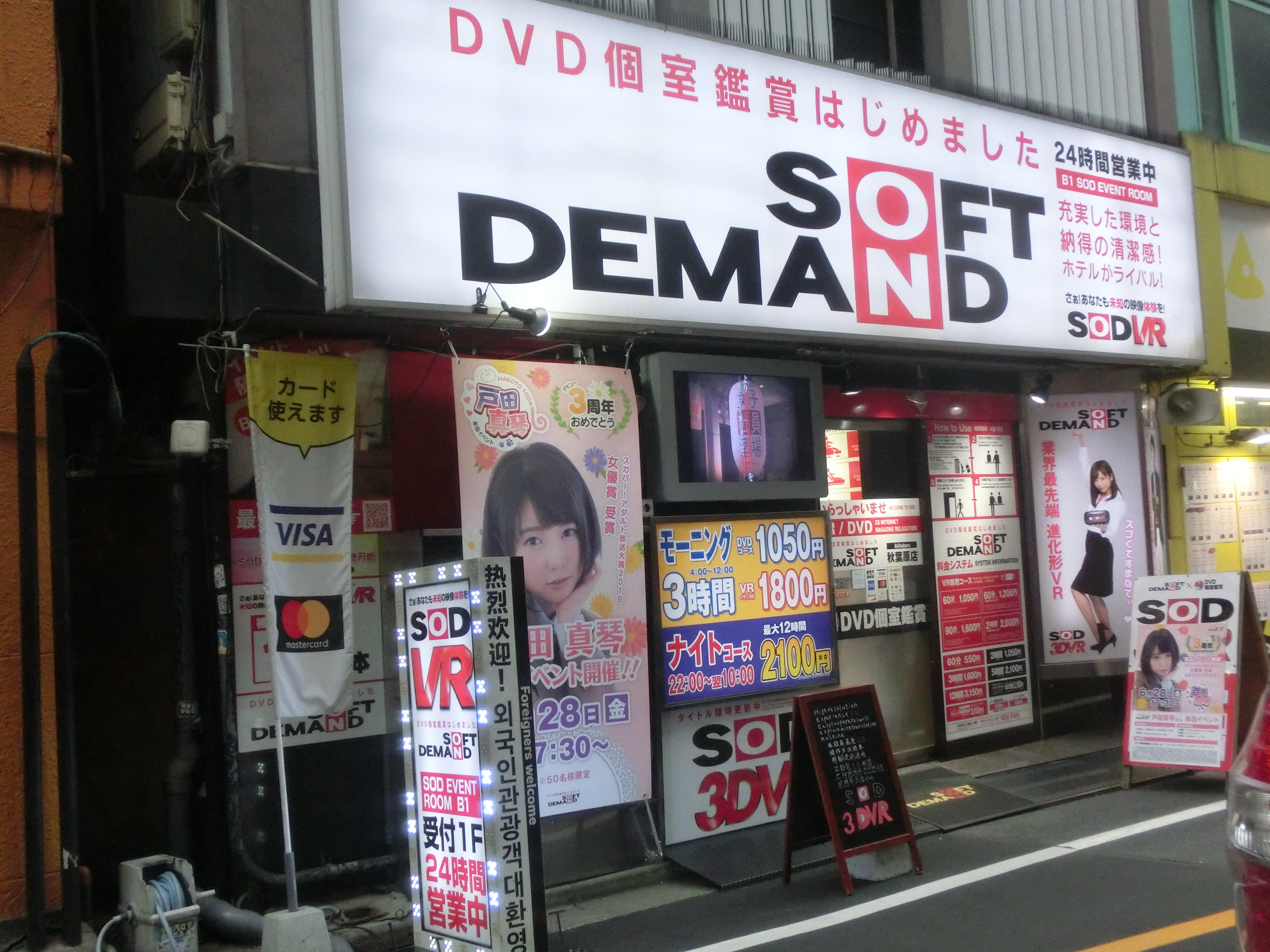
DVD個室鑑賞始めました SOFT ON DEMAND（個室ビデオ店、2019年撮影）
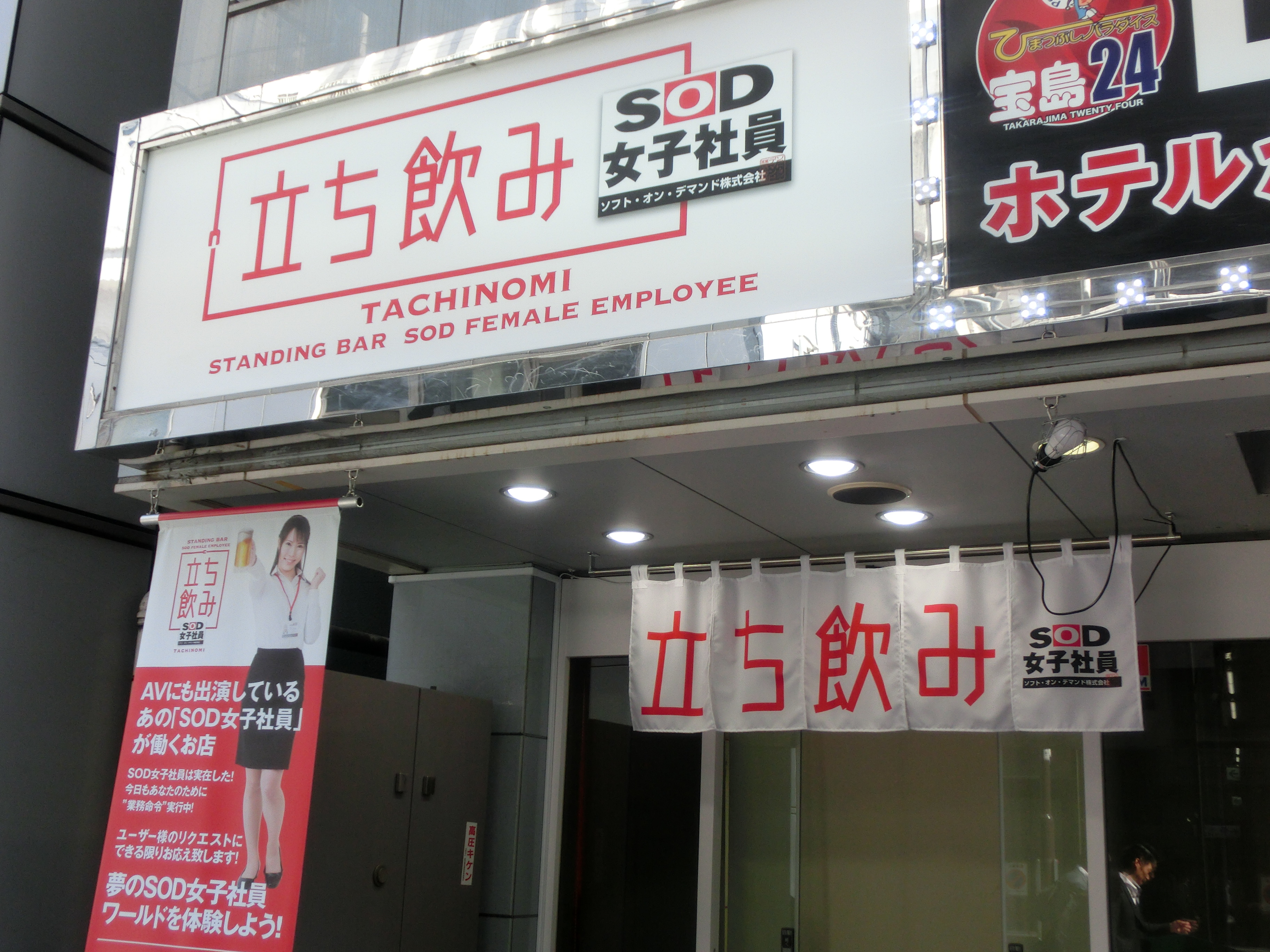
立ち飲みSOD女子社員（2018年6月〜7月）
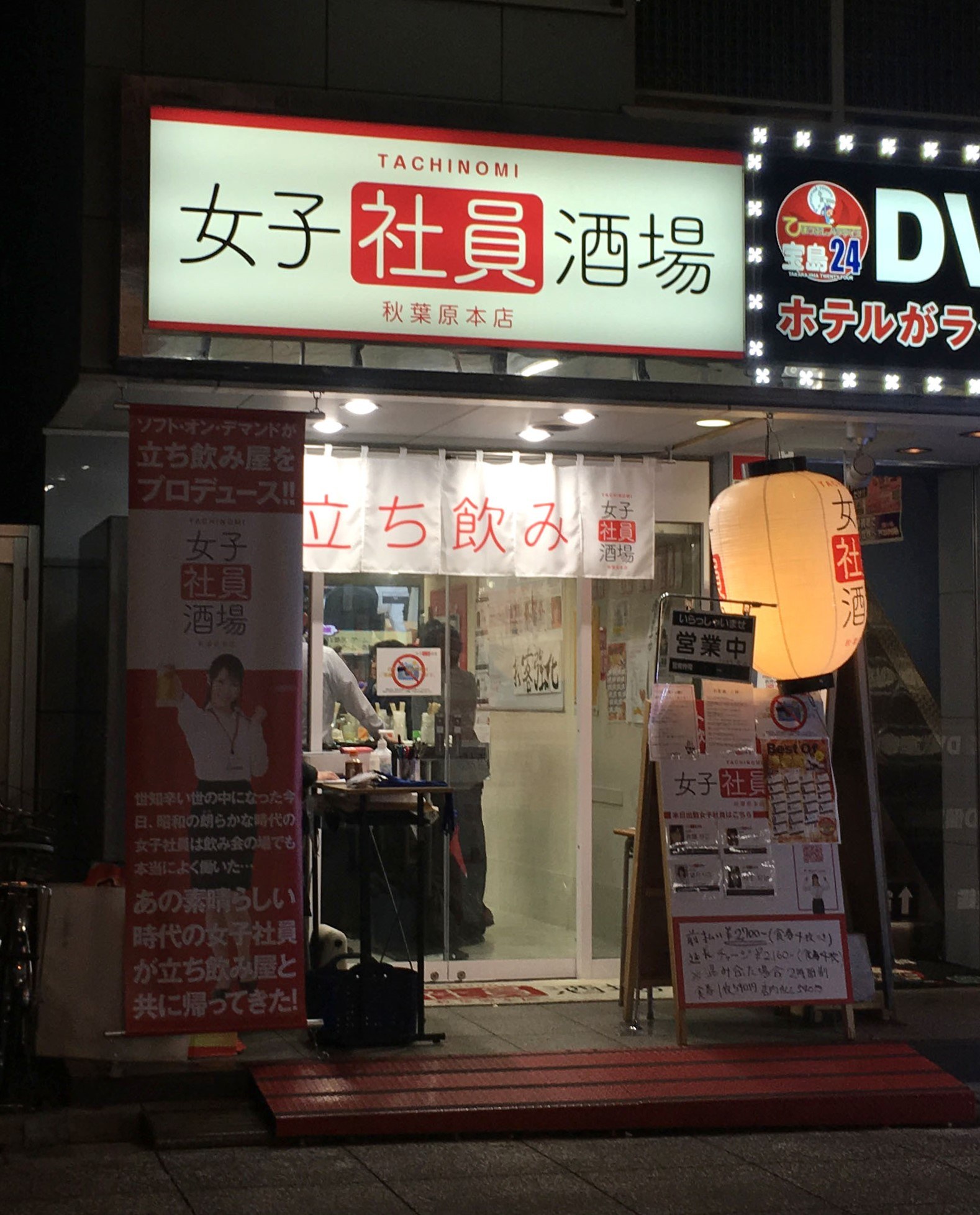
女子社員酒場（2018年8月〜2025年1月）
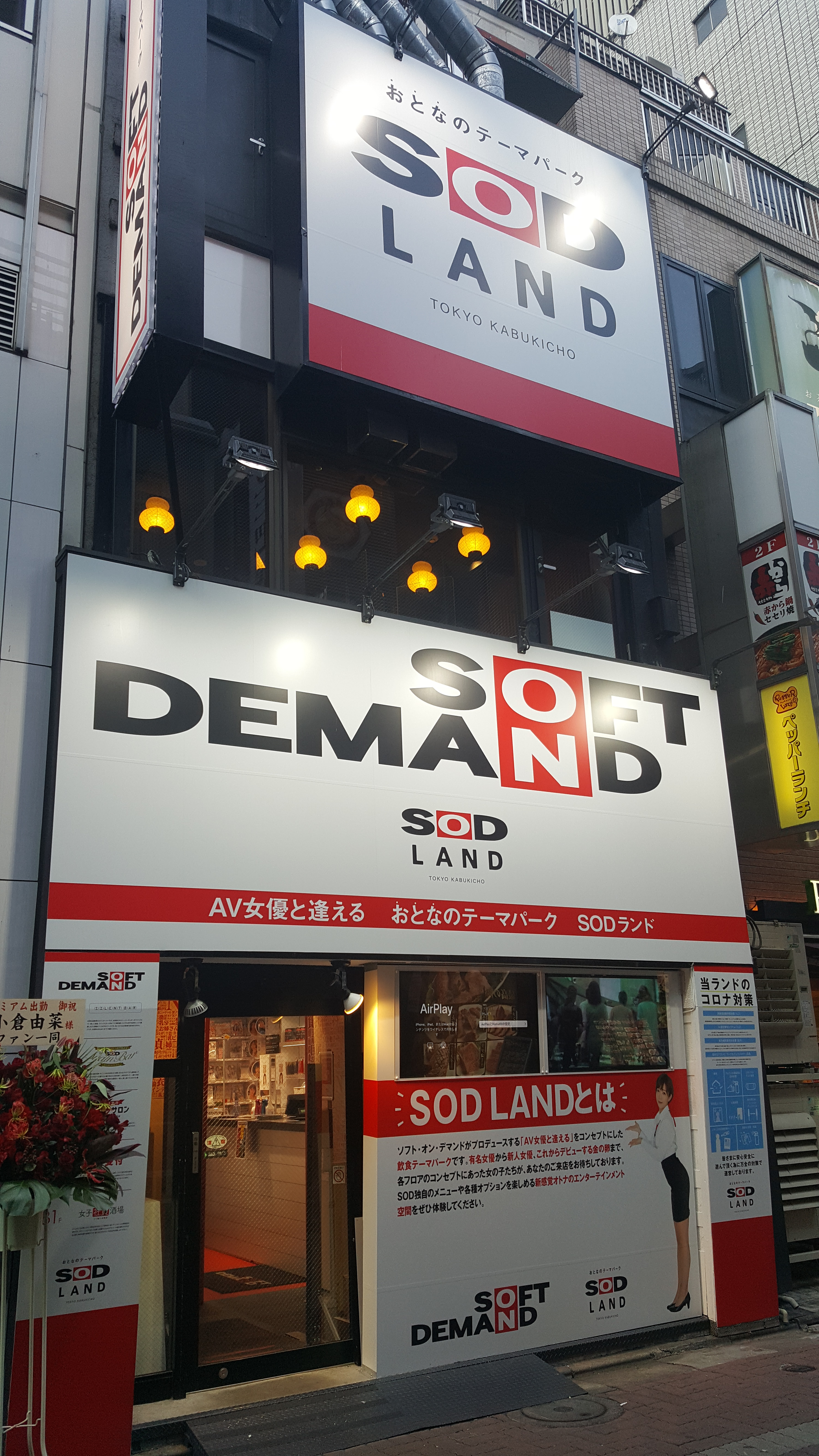
SOD LAND（2020年10月〜）

## 歴代社長
- 平田恵介（1995年11月～2000年3月）
- 高橋がなり（2000年4月～2005年3月末）[55]
- 菅原千恵（2007年5月29日～2013年）
- 井上一士（2013年～ ）
- 葛西大祐（ ～2016年5月）
- 野本義明（2016年6月～ ）
- 井口翔（ ～2023年7月）
- 金朱惺（2023年8月～ 現在）